# NGC 2527
NGC 2527 је расејано звездано јато у сазвежђу Крма које се налази на NGC листи објеката дубоког неба.
Деклинација објекта је - 28° 8' 46" а ректасцензија 8h 4m 58,1s. Привидна величина (магнитуда) објекта NGC 2527 износи 6,5. NGC 2527 је још познат и под ознакама NGC 2520, OCL 685, ESO 430-SC15.